# Bakelit-Museum Kierspe

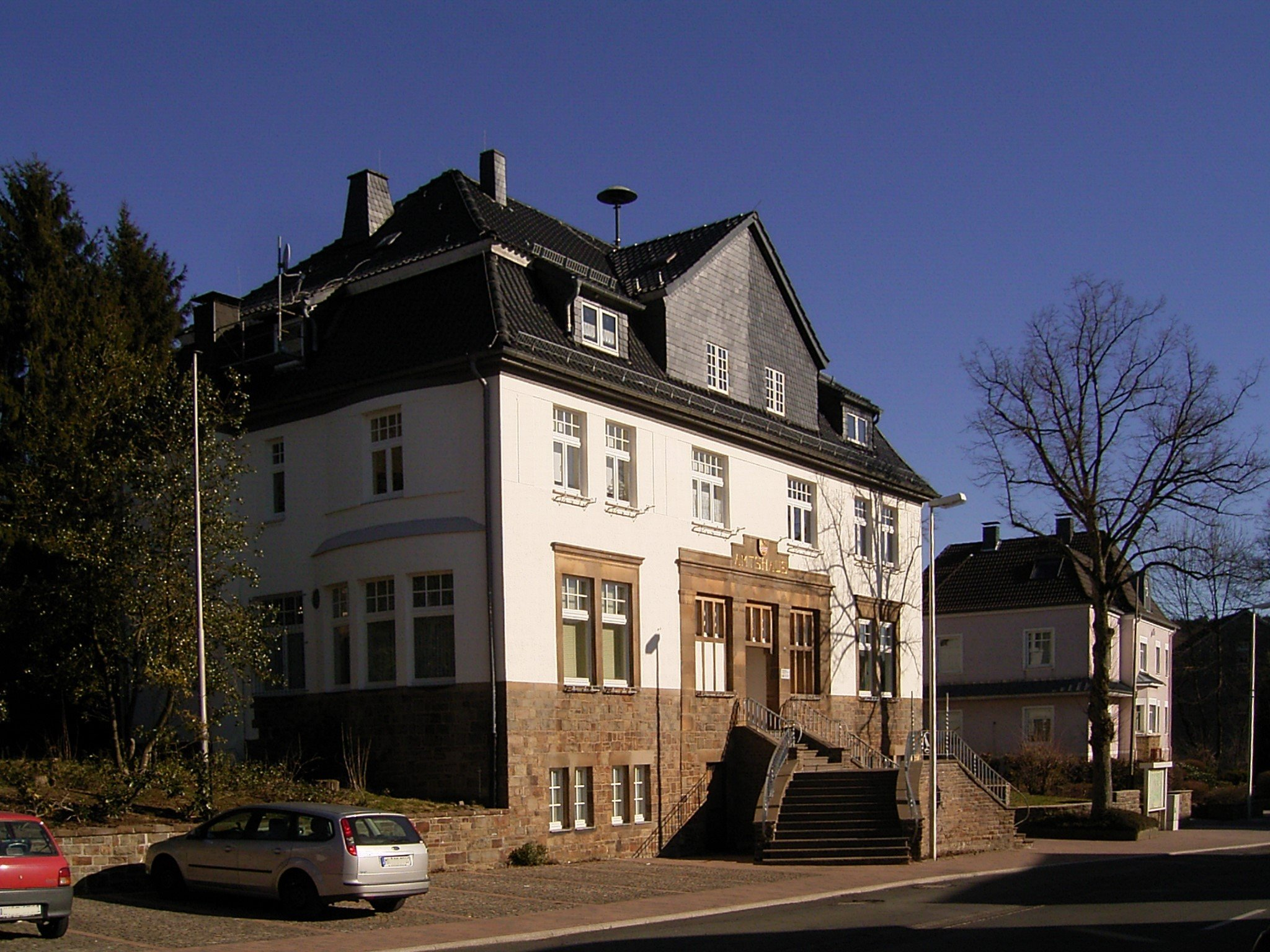
Altes Amtshaus Kierspe

Das Bakelit-Museum Kierspe ist ein Museum zum Thema Bakelit im Alten Amtshaus von Kierspe. Bakelit wurde 1905 von Leo Hendrik Baekeland erfunden und war der erste vollsynthetische, industriell hergestellte Kunststoff. Der Heimatverein Kierspe eröffnete das Museum 2003, um Produkte aus Bakelit zu zeigen, da es in der Gegend von Kierspe verarbeitet wurde. Viele Exponate stammen aus der 5000 Teile umfassenden Sammlung des Produzenten Carl-Heinz Vollmann, Inhaber des Unternehmens Reppel & Vollmann.